# خمیازه

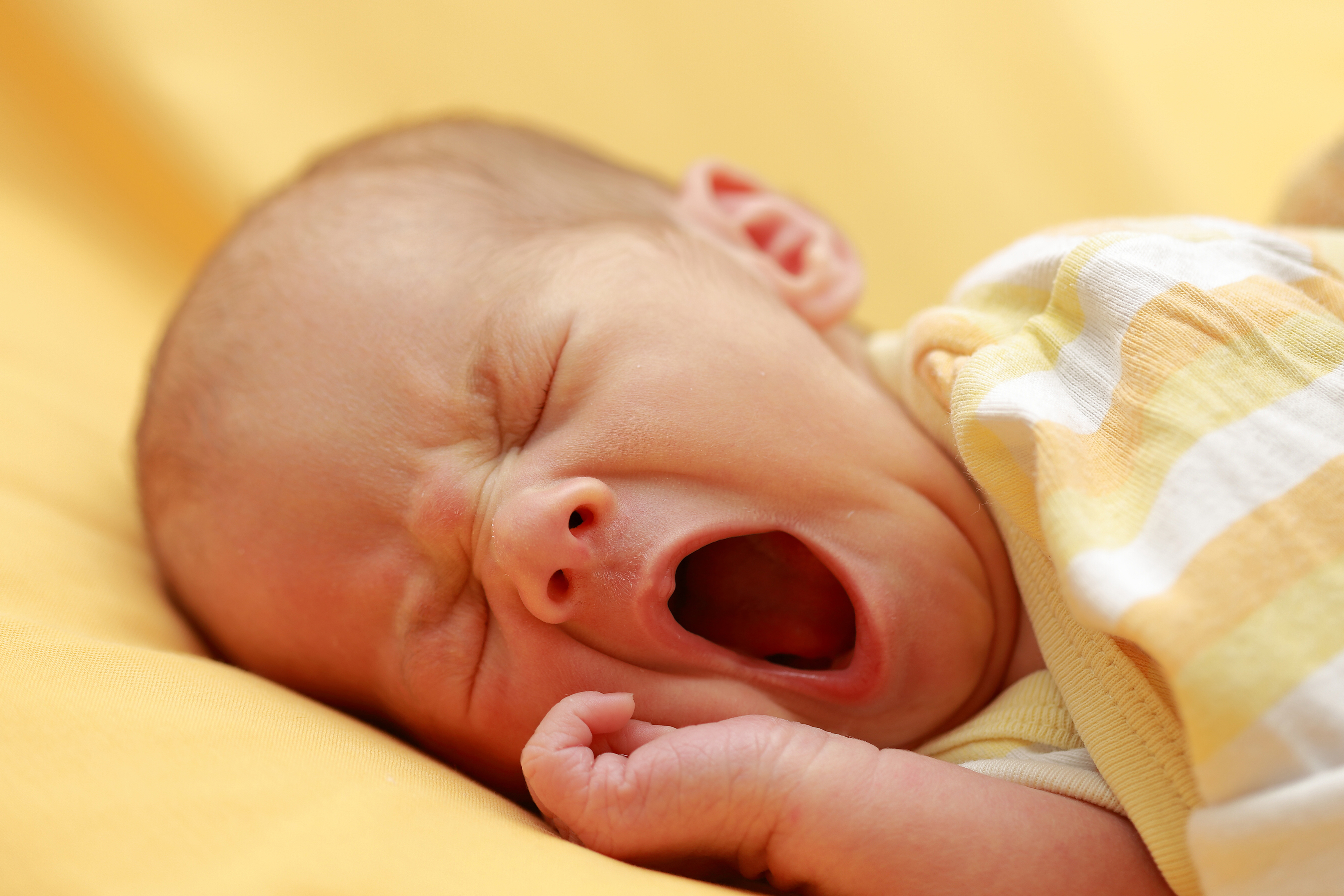
نوزاد در حال خمیازه کشیدن

خمیازه (کوتاه‌شده واژه خامیازه، یازه به معنای کشش) یا دهان‌دره یا فاژه) (به انگلیسی: yawn)، بازکردن دهان و تنفس عمیق به صورت «غیرارادی» و گاهی همراه با کشش در دست‌ها و سینه است که تقریباً از زمان پیش از تولد و به عبارتی دقیق تر از دوره جنینی و در یازده هفته‌ای قابل مشاهده است. معمولاً خمیازه از نشانه‌های خواب است و موجب تهویه همه حبابک‌های تنفسی انسان می‌شود؛ زیرا در تنفس عادی طبیعی لزوماً چنین چیزی روی نمی‌دهد. این پدیده در انسان و برخی حیوانات دیده می‌شود، اما در بیشتر حیوانات امری است. تجارب و پژوهش‌ها نشان می‌دهند که این عمل، مسری است؛ به این معنا که اگر کسی در حضور شما خمیازه کشید، ناخودآگاه شما هم خمیازه خواهید کشید.

## علت خمیازه
- اولین مربوط به کمبود اکسیژن و افزایش دی‌اکسید کربن در بدن است. شخص با خمیازه کشیدن (بازکردن دهان) اکسیژن بیشتری وارد بدن خود کرده و کمبود آن را جبران می‌کند.[۴]
- دومی ارتباط میان خمیازه و خستگی را مورد بررسی قرار می‌دهد. این نظریه مبنی بر این است که بدن در پی خستگی یک واکنش طبیعی به صورت خمیازه نشان می‌دهد.
- علت سوم خمیازه به دلیل تغییر فشار گوش میانی حین صحبت با تلفن یا رانندگی می‌باشد که محققان بسیار بر نقش آن در تنظیم تعادل تأکید دارند.

## آیا خمیازه مسری است؟
پژوهش‌ها همچنین نشان می‌دهد که خمیازه کشیدن به دلیل یک عمل همدلانه به‌وسیله دیگران تکرار می‌شود. همچنین دانشمندان در یک بررسی در سال ۲۰۰۵ مغزهای گروهی را که خمیازه‌کشیدن افراد را مشاهده می‌کردند، اسکن کردند و توانستند الگوهایی منحصربه‌فرد از فعالیت در نواحی از مغز که به تقلید رفتاری مربوط می‌شدند را مکان‌یابی کنند.

## نگارخانه

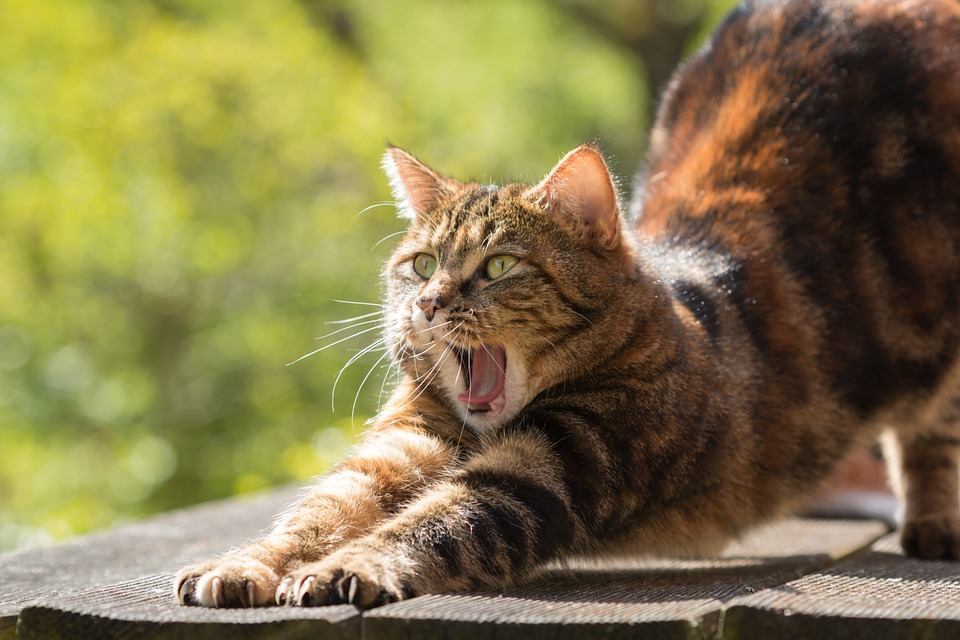
گربه
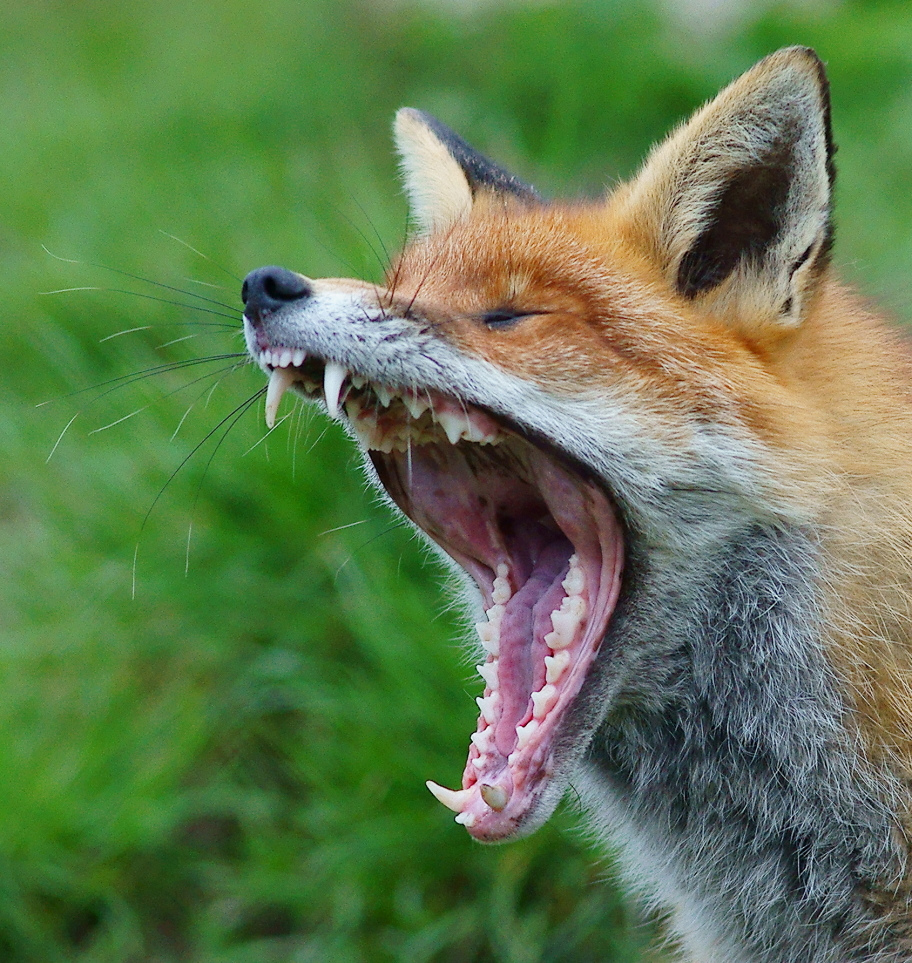
روباه سرخ
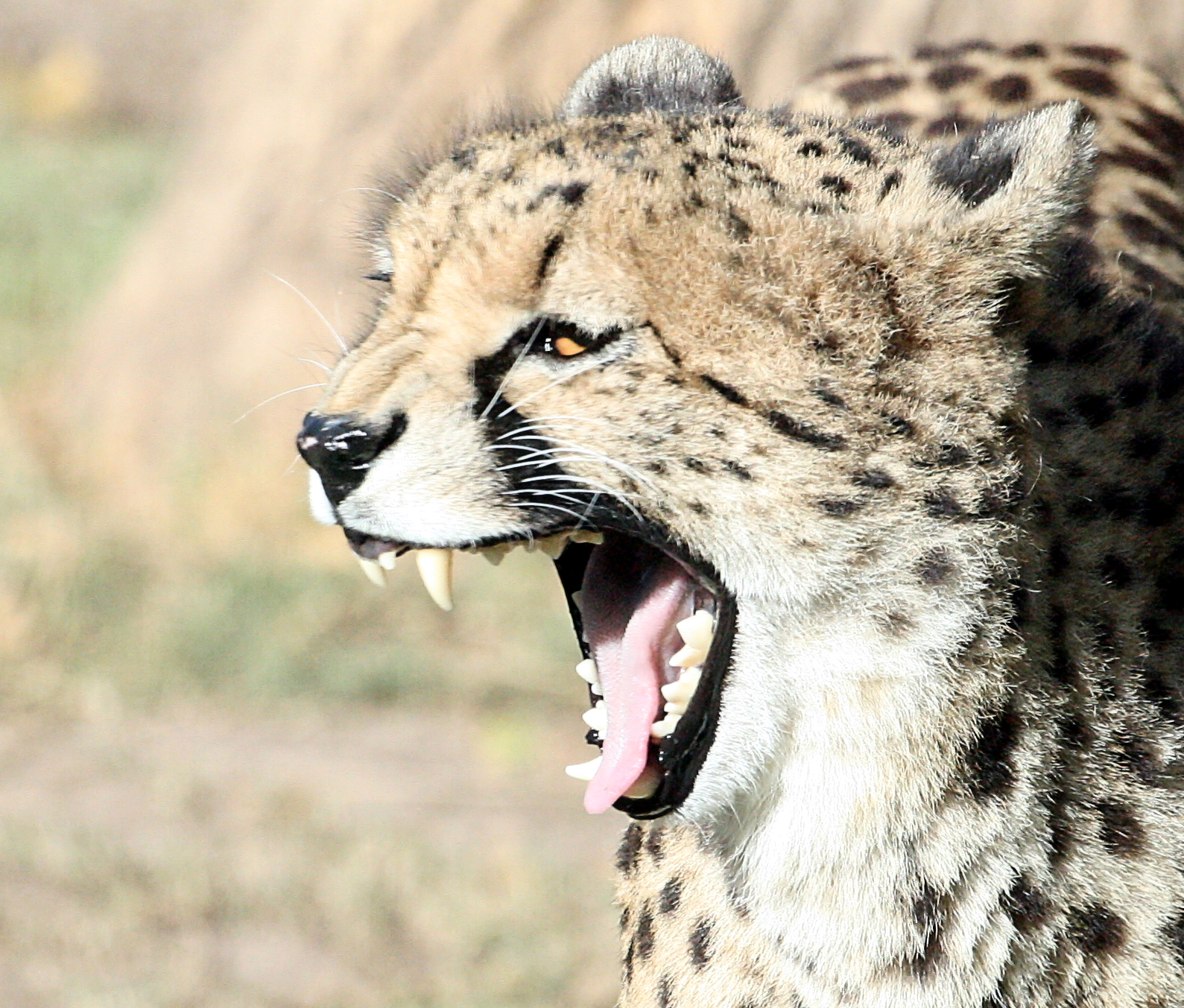
یک یوزپلنگ در حال خمیازه کشیدن
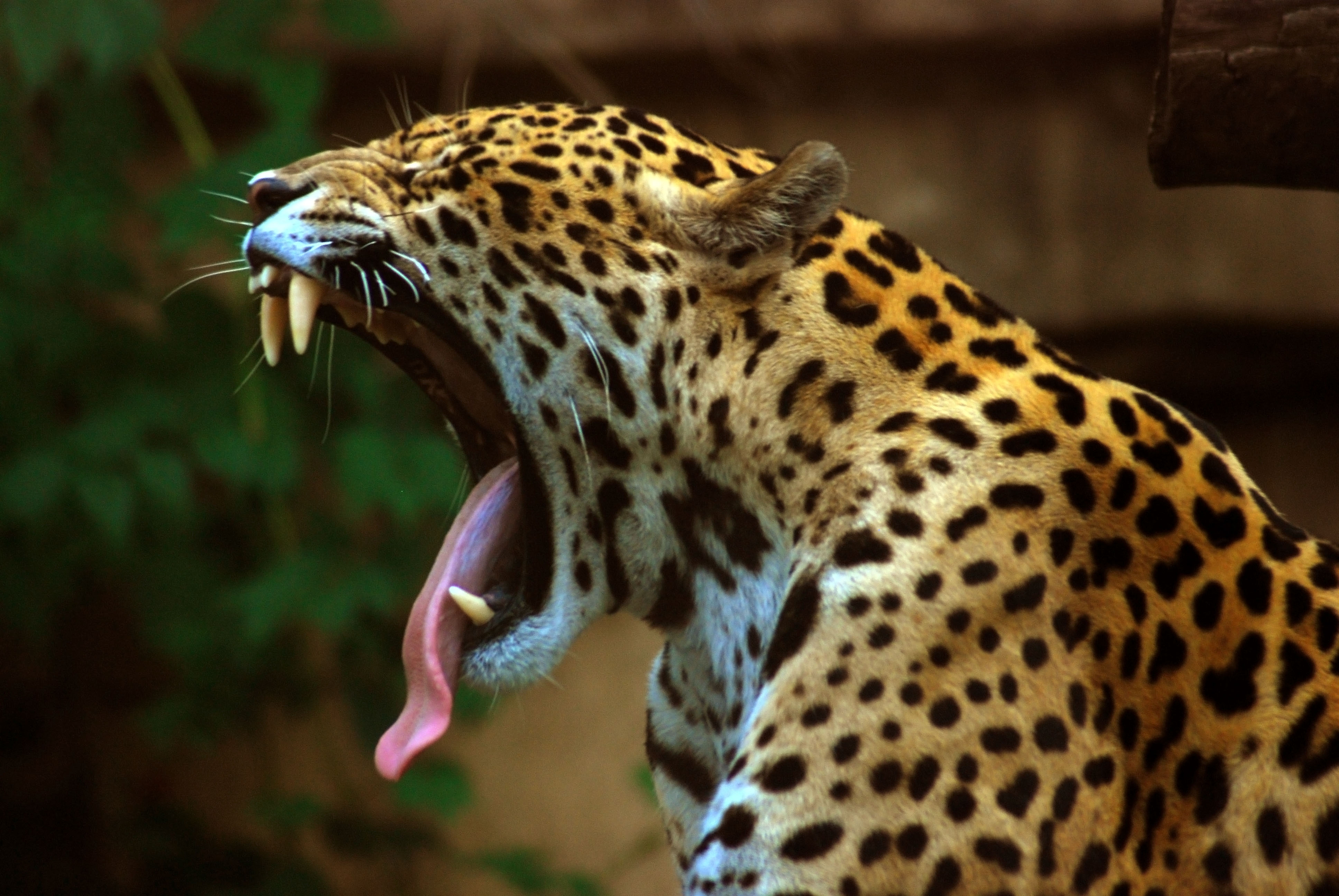
جگوار
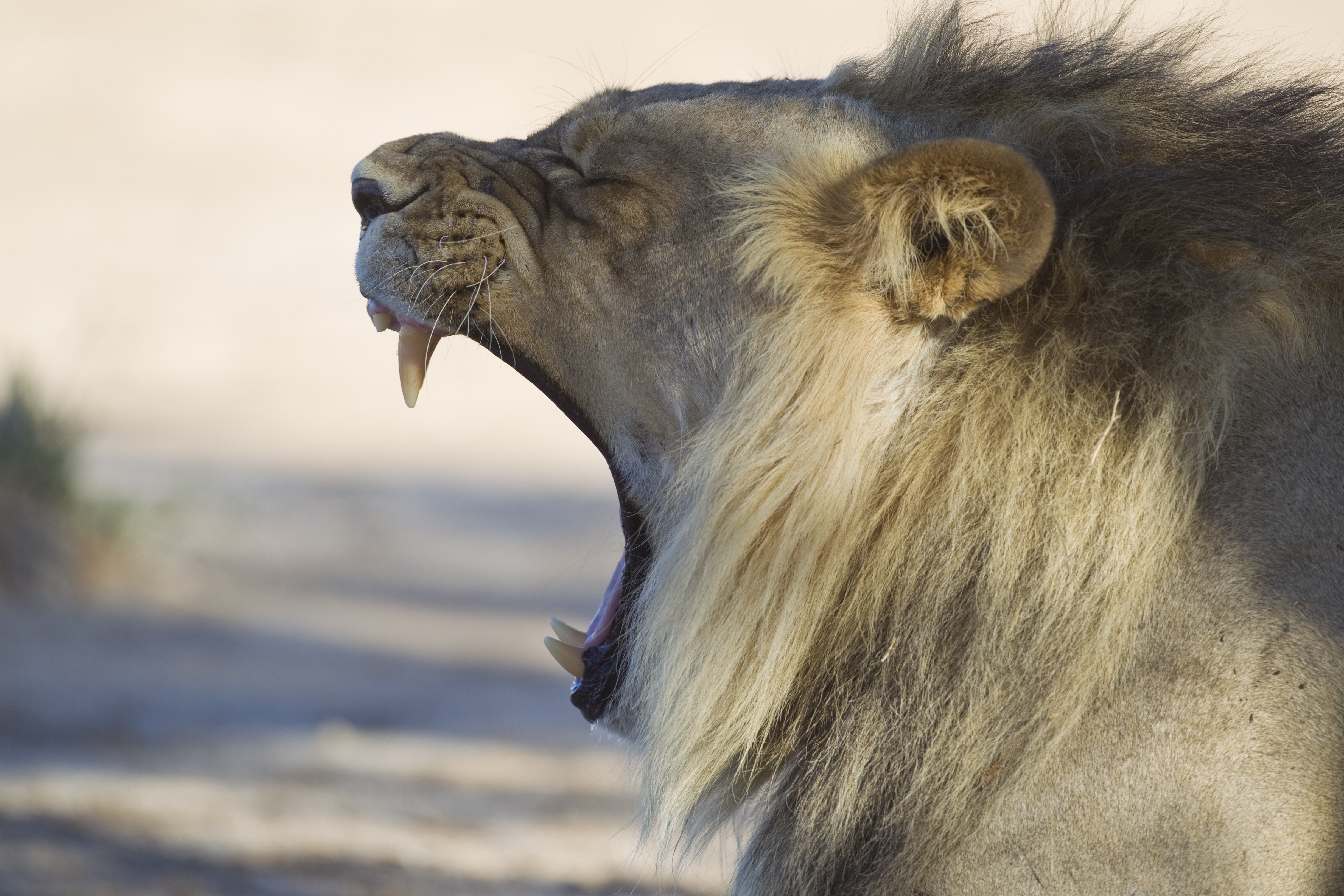
خمیازه یک شیر نر
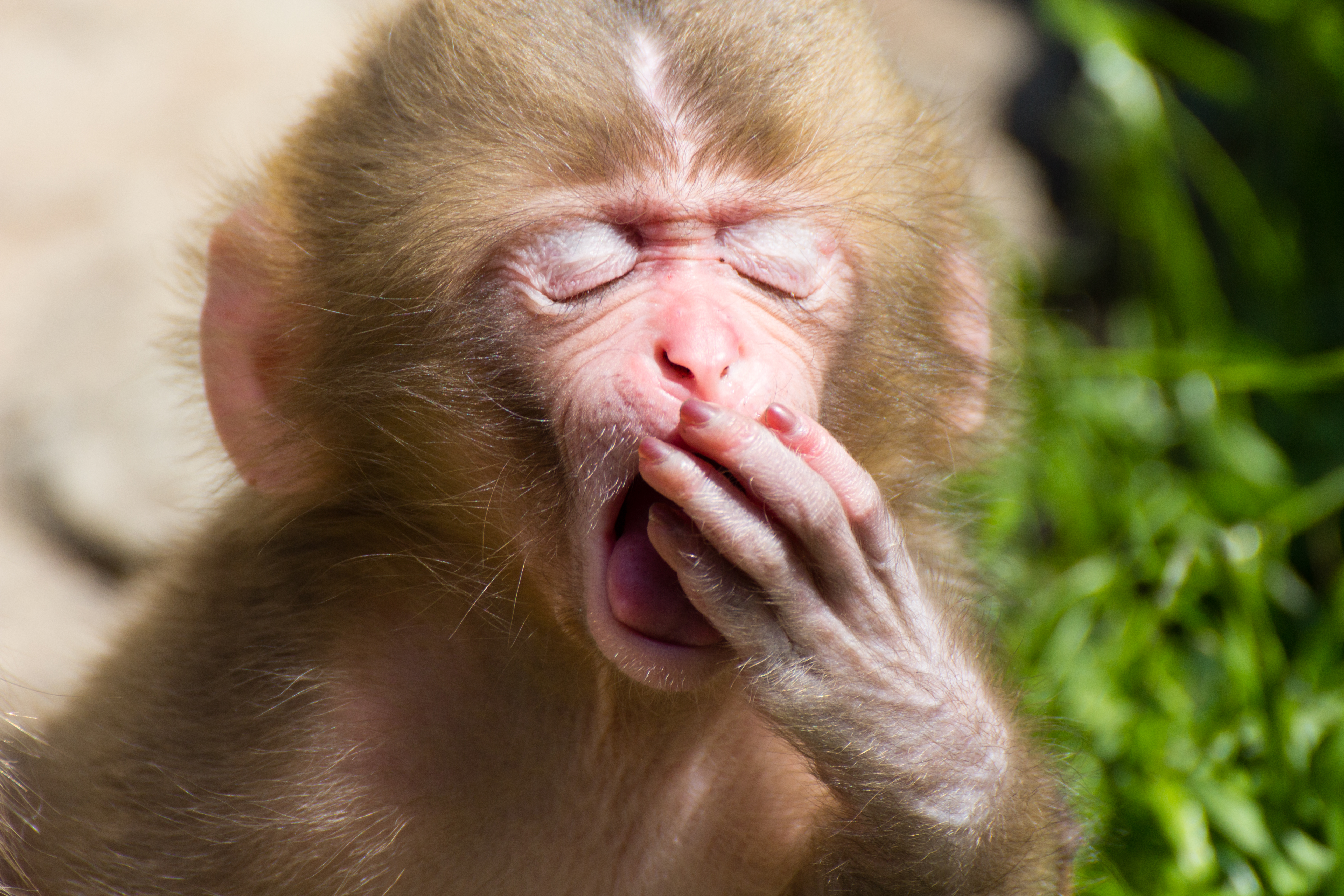
ماکاک ژاپنی
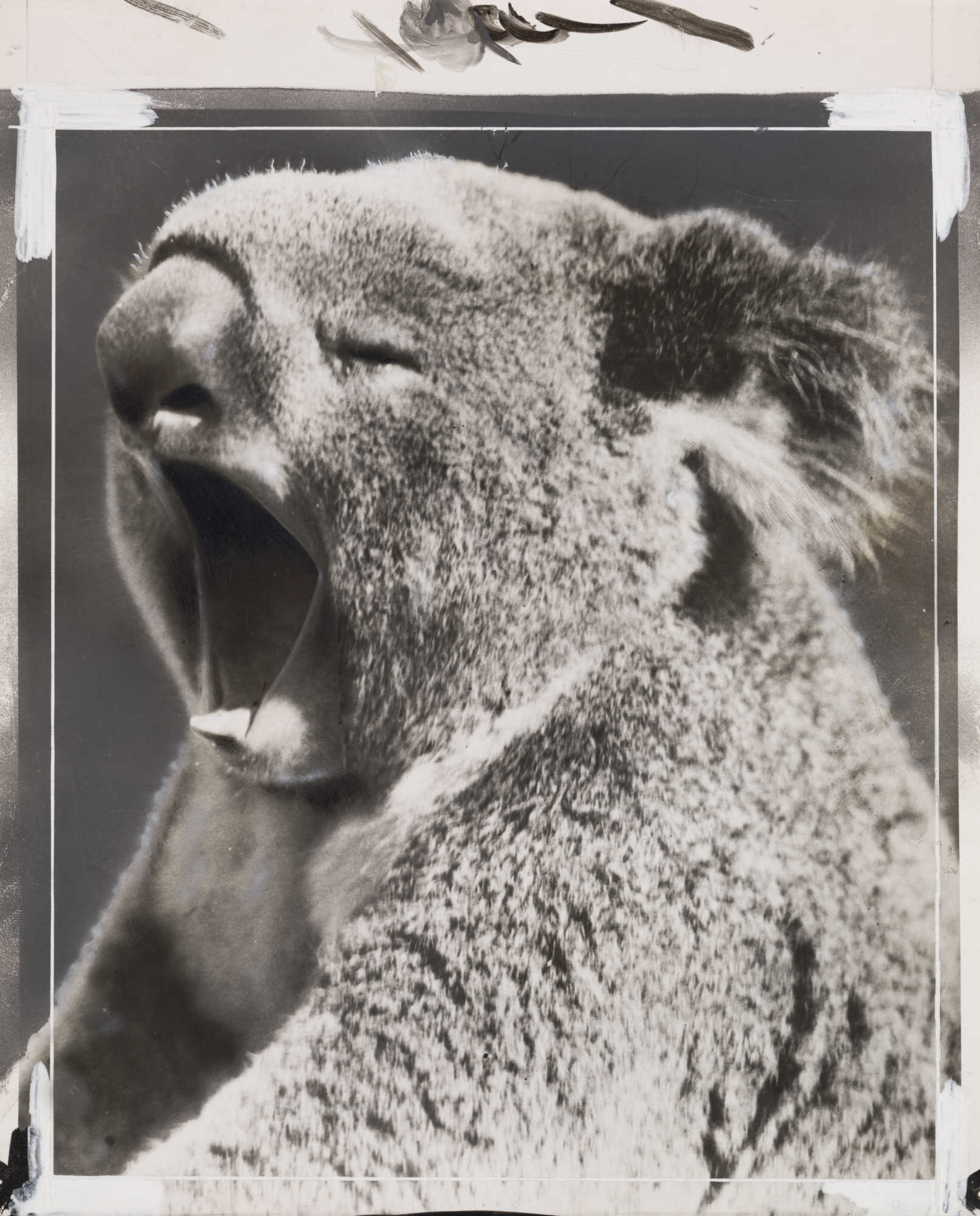
کوآلا